# Sterculia membranacea
Sterculia membranacea är en malvaväxtart som beskrevs av Elmer Drew Merrill. Sterculia membranacea ingår i släktet Sterculia och familjen malvaväxter. Inga underarter finns listade i Catalogue of Life.